# Prateep Pinitwong
Prateep Pinitwong –en tailandés, ประทีป พินิจวงศ์– (25 de junio de 1966) es una deportista tailandesa que compitió en judo. Ganó una medalla de bronce en los Juegos Asiáticos de 1990 en la categoría de –56 kg.

## Palmarés internacional
| Juegos Asiáticos | Juegos Asiáticos | Juegos Asiáticos  | Juegos Asiáticos |
| Año              | Lugar            | Medalla           | Categoría        |
| ---------------- | ---------------- | ----------------- | ---------------- |
| 1990             | Pekín (China)    | Medalla de bronce | –56 kg           |